# Dexter (Géorgie)
Pour les articles homonymes, voir Dexter.
Dexter est une ville américaine située dans le comté de Laurens, en Géorgie. Selon le recensement de 2020, sa population est de 655 habitants.